# Kaspars Dubra
Kaspars Dubra (* 20. prosince 1990, Riga, Lotyšsko) je lotyšský fotbalový obránce a reprezentant, od února 2023 hráč klubu FK Panevėžys.

## Reprezentační kariéra
Dubra působil v mládežnických reprezentacích Lotyšska.
V A-mužstvu reprezentace Lotyšska debutoval 17. 11. 2010 v přátelském zápase v Kunmingu proti domácímu týmu Číny (prohra 0:1).